# Partners (film 1916 Wilson)
Partners è un cortometraggio muto del 1916 diretto da Frank Wilson.

## Trama
Un minatore viene accusato di aver pugnalato il suo ex socio, che aveva messo incinta una ragazza.

## Produzione
Il film fu prodotto dalla Hepworth.

## Distribuzione
Distribuito dalla Ward's Films, il film - un cortometraggio in due bobine - uscì nelle sale cinematografiche britanniche nel giugno 1916.
Fu distrutto nel 1924 dallo stesso produttore, Cecil M. Hepworth. Fallito, in gravissime difficoltà finanziarie, Hepworth pensò in questo modo di poter almeno recuperare il nitrato d'argento della pellicola.